# Joan Llaneras (actor)
Joan Llaneras (Barcelona,14 de febrero de 1943-Madrid, 10 de abril de 2018) fue un actor español.

## Biografía
Joan Llaneras, comenzó a hacer teatro con dieciocho años. En 1968, tras conocer a Adolfo Marsillach, se trasladó a Madrid, donde debutó con un pequeño papel, en 1969 en la serie Vivir para ver. Desde entonces ha ido desarrollando su carrera con apariciones en otras series como Teatro breve o Estudio 1.
Se inició en el cine en los años setenta con la película Metralleta 'Stein', bajo la dirección de José Antonio de la Loma. Luego hizo títulos como Exorcismo, El despertar de los sentidos, Pubertad y adolescencia, Fuego eterno, A los cuatro vientos, Las locuras de Don Quijote o El hombre de arena.
La fama le llegó gracias a papeles como el de Don Arturo en Segunda enseñanza, en programas concurso como La Noche de los Castillos o en series como Menudo es mi padre, La vida en el aire o ¿Quién da la vez?. En series televisivas ha estado invitado en Hospital Central, El comisario, Los simuladores y Amar en tiempos revueltos, donde dio vida al cura Don Senén. Su último trabajo para televisión fue en la serie Chiringuito de Pepe, que concluyó en 2016.
En cuanto a su trayectoria teatral, pueden mencionarse El viaje infinito de Sancho Panza (1992) de Alfonso Sastre, y Deseo bajo los olmos (2006) de Eugene O'Neill. Estuvo actuando hasta pocas semanas antes de fallecer protagonizando El retablo de las maravillas (2018) con la compañía Morfeo Teatro. Precisamente el 14 de febrero de 2018, fecha de su último cumpleaños, tuvo representación.
Fue pareja de la actriz Luisa Martín.
Como curiosidad, fue el primer español en ser fotografiado desnudo para una publicación, para la revista Papillón. La fotografía fue realizada por la periodista Chelo García-Cortés.